# 益西达瓦
益西达瓦（1964年5月—），四川巴塘人。男，藏族。1986年7月参加工作，加入中国共产党。西南民族学院物理系毕业，四川省委党校区域经济管理专业毕业。中华人民共和国政治人物。

## 人物经历
2010年8月，任中共四川省委统战部副部长，四川省宗教事务局局长、党组书记。2011年10月，任中共甘孜州委副书记、代州长（2012年1月当选州长）。2016年12月，不再担任甘孜州州长。转任四川省民政厅厅长，直到2024年9月去职。2023年，当选为四川省慈善联合总会会长。2024年，当选为中国慈善联合会副会长。
2013年，当选第十二届全国人民代表大会四川地区代表。2018年1月，当选第十三届全国政协委员。
2025年4月11日，据四川省纪委监委消息：四川省民政厅原党组书记、厅长益西达瓦涉嫌严重违纪违法，主动投案，目前正接受四川省纪委监委纪律审查和监察调查。